# Mastigusa lucifuga
Mastigusa lucifuga is een spinnensoort uit de familie van de waterspinnen (Cybaeidae).
De wetenschappelijke naam van de soort werd in 1898 als Tetrilus lucifuga gepubliceerd door Eugène Simon.